# Lonicera nubium
Lonicera nubium là một loài thực vật có hoa trong họ Kim ngân. Loài này được (Hand.-Mazz.) Hand.-Mazz. mô tả khoa học đầu tiên năm 1936.